# Judie Tzuke
Judie Myers conhecida como Judie Tzuke (03 de Abril de 1956) é uma cantora e compositora inglesa. Ela é melhor conhecida pelo hit de 1979 "Stay With Me Till Dawn",  que alcançou o número 16 no UK Singles Charts.

## Discografia

### Álbuns de estúdio
| Ano  | Álbum                    | Gravadora         | UK Albums Chart |
| ---- | ------------------------ | ----------------- | --------------- |
| 1979 | Welcome to the Cruise    | Rocket            | 14              |
| 1980 | Sportscar                | Rocket            | 7               |
| 1981 | I Am the Phoenix         | Rocket            | 17              |
| 1982 | Shoot the Moon           | Chrysalis Records | 19              |
| 1983 | Ritmo                    | Chrysalis Records | 26              |
| 1985 | The Cat Is Out           | Castle Records    | 35              |
| 1989 | Turning Stones           | Polydor Records   | 57              |
| 1991 | Left Hand Talking        | Columbia Records  | -               |
| 1992 | Wonderland               | Essential Records | -               |
| 1996 | Under the Angels         | Big Moon Records  | -               |
| 1998 | Secret Agent             | Big Moon Records  | -               |
| 2001 | Queen Secret Keeper      | Big Moon Records  | -               |
| 2003 | The Beauty of Hindsight  | Big Moon Records  | -               |
| 2004 | The End of the Beginning | Big Moon Records  | -               |
| 2007 | Songs 1                  | Big Moon Records  | -               |
| 2008 | Songs 2                  | Big Moon Records  | -               |
| 2011 | One Tree Less            | Big Moon Records  | -               |

### Álbuns ao vivo
| Ano  | Álbum                     | Gravadora         | UK Albums Chart |
| 1982 | Road Noise                | Chrysalis Records | 39              |
| 1997 | Over the Moon             | Big Moon Records  | -               |
| 2000 | Six Days Before the Flood | Big Moon Records  | -               |
| 2002 | Drive Live                | Big Moon Records  | -               |
| 2011 | October Road              | Big Moon Records  | -               |